# رودخانه اوستر
رودخانه اوستر (به انگلیسی: Oster River) رودخانه‌ای به‌طول ۱۹۹ کیلومتر است که در اوکراین جریان دارد.